# Limonia turpis
Limonia turpis är en tvåvingeart som först beskrevs av Walker 1856.  Limonia turpis ingår i släktet Limonia och familjen småharkrankar. Inga underarter finns listade i Catalogue of Life.